# Fun on Earth
Albums de Roger Taylor
Electric Fire
(1998) Outsider
(2021)
Fun on Earth est le cinquième album studio du musicien britannique Roger Taylor, plus connu en tant que batteur du groupe de rock Queen, sorti le 11 Novembre 2013. L'album fut enregistré entre 2008 et 2009, après la fin de la tournée Queen + Paul Rodgers's Rock the Cosmos Tour. Il s'agit du premier album solo de Roger Taylor depuis 1998, année de parution d'Electric Fire.
Un premier single, intitulé The Unblinking Eye (Everything Is Broken) est sorti le 23 novembre 2009. Un deuxième single, Sunny Day, a été diffusé sur BBC radio 2 pour la première fois le 20 septembre 2013.
Le jour de la sortie de Fun On Earth, un coffret intitulé The Lot a également été édité, comprenant l'intégralité des albums et singles de Roger Taylor ainsi que ceux du groupe The Cross dont Taylor était le meneur de 1987 à 1993 (12 CD et 1 DVD).

## Liste des titres
Le neuvième titre de l'album, Small, est une nouvelle version d'un morceau écrit par Taylor pour Queen + Paul Rodgers et précédemment publiée sur l'album The Cosmos Rocks en 2008.
| No  | Titre                                     | Durée |
| --- | ----------------------------------------- | ----- |
| 1.  | One Night Stand                           | 4:20  |
| 2.  | Fight Club                                | 3:02  |
| 3.  | Be With You                               | 3:09  |
| 4.  | Quality Street                            | 4:24  |
| 5.  | I Don't Care                              | 3:24  |
| 6.  | Sunny Day                                 | 3:37  |
| 7.  | Be My Gal (My Brightest Spark)            | 2:44  |
| 8.  | I Am the Drummer (In a Rock n' Roll Band) | 2:45  |
| 9.  | Small                                     | 3:50  |
| 10. | Say It's Not True (avec Jeff Beck)        | 4:58  |
| 11. | The Unblinking Eye (Everything Is Broken) | 4:54  |
| 12. | Up                                        | 3:08  |
| 13. | Smile                                     | 3:00  |

Titres bonus inclus dans le coffret The Lot :
| No  | Titre                      | Durée |
| --- | -------------------------- | ----- |
| 14. | Dear Mr Murdoch (Nude Mix) | 3:14  |
| 15. | Whole House Rockin'        | 3:00  |

## Crédits
Toutes les chansons sont écrites par Roger Taylor excepté Be With You, par Roger Taylor et son fils Rufus Tiger Taylor.
- Roger Taylor : chant, guitares, batterie, claviers, piano, basse, stylophone ;
- Jeff Beck : guitare sur Say It's Not True ;
- Spike Edney : claviers sur Sunny Day, Be My Gal, Say It's Not True et The Unblinking Eye ;
- Jason Falloon : guitare sur Fight Club, Be With You, I Don't Care, Sunny Day, I Am the Drummer (In a Rock n' Roll Band) et Small ;
- Steve Hamilton : saxophone sur Fight Club, Be With You et Quality Street ;
- Kevin Jefferies : basse sur Fight Club, Be With You, Sunny Day, Be My Gal, I Am the Drummer (In a Rock n' Roll Band) et Small ;
- Jonathan Perkins : orgue et chœurs sur Sunny Day ;
- Nicola Robins : violon sur Sunny Day ;
- Steve Stroud : basse sur Say It's Not True ;
- Rufus Tiger Taylor : piano sur Be With You et batterie sur Say It's Not True.

Produit par Joshua J Macrae et Roger Taylor

## Single
- The Unblinking Eye (Everything Is Broken) (Taylor) – 6:12 [4]